# NGC 7356
NGC 7356 est une vaste galaxie spirale située dans la constellation de Pégase. Cette galaxie a été découverte par l'astronome français Édouard Stephan en 1884. La vitesse de NGC 7356 par rapport au fond diffus cosmologique est de 6 950 ± 24 km/s, ce qui correspond à une distance de Hubble de 102,5 ± 7,2 Mpc (∼334 millions d'al).
La classe de luminosité de NGC 7356 est II-III et elle présente une large raie HI.
À ce jour, 14 mesures non basées sur le décalage vers le rouge (redshift) donnent une distance de 121,593 ± 18,044 Mpc (∼397 millions d'al), ce qui est à l'intérieur des valeurs de la distance de Hubble. Notons cependant que c'est avec la valeur moyenne des mesures indépendantes, lorsqu'elles existent, que la base de données NASA/IPAC calcule le diamètre d'une galaxie et qu'en conséquence le diamètre de NGC 7356 pourrait être d'environ 48,6 kpc (∼159 000 al) si on utilisait la distance de Hubble pour le calculer.